# Черемхова
Чере́мхова (рос. Черемхова) — присілок у складі Білоярського міського округу Свердловської області.
Населення — 12 осіб (2010, 18 у 2002).
Національний склад станом на 2002 рік: росіяни — 94 %.